# 纵脉菀属
纵脉菀属（学名：Pleurophyllum）是菊科紫菀族下的一个属。
纵脉菀属物种分布于新西兰亚南极群岛（奥克兰群岛、坎贝尔群岛及安蒂波德斯群岛）和澳大利亚麦夸里岛。

## 种
共三种。
- 巨纽纵脉菀（英语：Pleurophyllum criniferum） Pleurophyllum criniferum Hook.f., = P. oresigenesum, Albinia oresigenesum
- 银叶纵脉菀（英语：Pleurophyllum hookeri） Pleurophyllum hookeri Buch.
- 壮丽纵脉菀 Pleurophyllum speciosum Hook.f.